# هورشم (باكينجهامشير)
هورشم (بالإنجليزية: Haversham)‏ هي قرية وأبرشية مدنية تقع في المملكة المتحدة في باكينجهامشير. يقدر عدد سكانها بـ 873 نسمة .